# La Tierra errante
La Tierra errante (en chino, 流浪地球; pinyin, Liúlàng Dìqiú) es una película china de ciencia ficción de 2019 dirigida por Frant Gwo y basada en la novela corta del mismo nombre del autor chino Liu Cixin ganador del Premio Locus y el Premio Hugo. La película tiene una secuela, La Tierra errante 2. La cinta está protagonizada por Qu Chuxiao, Li Guangjie, Ng Man-tat, Zhao Jinmai, Wu Jing y Qu Jingjing. China Film Group Corporation la estrenó en cines el 5 de febrero de 2019 (día del Año Nuevo chino), y en Norteamérica y Australia se estrenó el 8 de febrero. 
La película recaudó $700 millones de dólares en todo el mundo, incluidos $691 millones en China, donde se convirtió en la segunda película más taquillera de todos los tiempos, la séptima película más taquillera del mundo en 2019, la segunda película no inglesa más taquillera y una de las 20 películas de ciencia ficción más taquilleras hasta al menos abril de 2021. Ha recibido críticas generalmente positivas de los comentaristas de cine y The Hollywood Reporter la describió como "el primer espectáculo interestelar a gran escala de China". Netflix adquirió los derechos globales de transmisión de la película y la puso disponible para su transmisión en varios países fuera de China el 30 de abril de 2019.

## Argumento
En el año 2058, el envejecimiento del Sol está a punto de convertirlo en un gigante roja y amenaza con engullir la Órbita de la Tierra dentro de los siguientes 300 años, lo que obliga a las naciones del mundo a consolidarse en un Gobierno mundial para iniciar un proyecto para mover la Tierra fuera del Sistema Solar al sistema Alfa Centauri, a 4.2 años luz de distancia, para preservar la civilización humana. 
Enormes propulsores planetarios que funcionan con energía de fusión, conocidos como los motores de la Tierra, se construyen en casi toda la superficie del globo para impulsar al planeta fuera de su órbita y lejos del sol. La población humana se reduce severamente debido a los catastróficos tsunamis que ocurren después de que se detiene la rotación de la Tierra, y más tarde a medida que el planeta se aleja del Sol, gran parte de la superficie se congela por el frío del espacio profundo, lo que obliga a los humanos restantes a vivir en grandes ciudades subterráneas construidas bajo los motores de energía de fusión, que funcionan con minerales de la tierra como combustible, extraídos en grandes instalaciones mineras y los humanos trabajan en la minería, operación, mantenimiento y reparación de los motores.
Al comienzo de la película, el astronauta chino Liu Peiqiang le promete a su hijo de 4 años, Liu Qi, su eventual regreso, antes de ir a su misión a una gran estación espacial pionera, que viaja a gran velocidad por delante del planeta Tierra, necesaria para ayudar a navegar a la Tierra en su viaje interestelar al comunicarse con las computadoras y operan los motores, cambiando la trayectoria y logrando con éxito la salida del sistema solar, y confía la custodia de su hijo a su suegro Han Zi'ang. 17 años después, la misión espacial de Liu Peiqiang, en la Estación Espacial Internacional, finalmente está por terminar y pronto regresará a la Tierra después del Año Nuevo Chino.
En la Tierra, un Liu Qi ahora adulto y viviendo en una ciudad refugio subterránea, lleva a su hermana adoptiva Han Duoduo, a un viaje no autorizado a la superficie de la ciudad, donde están las instalaciones mineras necesarias para alimentar los motores de fusión, en un vehículo de transporte pesado de carga de minerales, al obtener identificaciones falsas de bandas criminales y robar el pase de autorización de camionero de su abuelo Han Zi'ang, pero son arrestados en un punto de control por la policía internacional del gobierno mundial, en la instalación minera de los motores, se encuentran con un compañero de prisión llamado Tim, y se les une su abuelo Han Zi'ang después de su intento fallido de sobornar al alcaide de la prisión, para lograr los libere y puedan regresar a la ciudad refugio bajo la Tierra.
Cuando la Tierra pasa junto a Júpiter para utilizar la ayuda de la gravedad del planeta y aumentar su velocidad para escapar del sistema solar, un "pico gravitacional" de Júpiter, provoca terremotos devastadores en la Tierra, se desactivan muchos propulsores de los motores en todo el mundo y acercan la Tierra peligrosamente al gigante gaseoso, advierte la computadora de mando global MOSS en la Estación Espacial Internacional, podría hacer fracasar el plan de rescate mundial y considera recomendar a los jefes del gobierno mundial, la Estación Espacial Internacional encienda sus motores para alejarse de Júpiter y dejar abandonados a los habitantes del planeta Tierra. 
Los cuatro escapan de la prisión en las instalaciones mineras, en medio del caos e intentan salir en el camión de carga de minerales del abuelo Han Zi'ang, pero el camión es interceptado por una caravana de mecánicos tratando de reparar los motores afectados, es solicitada para una misión de emergencia por el equipo de rescate militar CN171-11 dirigido por el general Wang Lei, ahora han sido reclutados para transportar un núcleo más ligero (un componente de motor de fusión) para reiniciar el motor terrestre en Hangzhou con una explosión nuclear. 
Durante el viaje al motor más cercano para poder repararlo y encenderlo nuevamente, en los restos congelados de la ciudad de Shanghái pierden su camión de transporte, es averiado y el hielo les bloquea el paso, y mientras transportan el componente por las ruinas de la Torre de Shanghái uno de los soldados muere al caer por el túnel del ascensor del edificio, cuando les sirve como escalera para subir por el glaciar, Han Zi'ang queda atrapado, su traje de supervivencia contra el frío extremo se daña y ya no puede producir más oxígeno, retira su casco y es congelado hasta la muerte por las bajas temperaturas de la atmósfera. 
Con la noticia de que el motor de fusión de Hangzhou se vio totalmente comprometido y la ciudad refugio donde ellos vivían, fue completamente destruida por el magma escapando por las grietas, debido a la detención y daño irreparable del motor, el grupo está abatido. Sin embargo, más tarde encuentran un avión de carga estrellado con un vehículo intacto, donde el ingeniero de a bordo, Li Yiyi, los convence de transportar otro núcleo ligero, adicional al llevado primero, para reparar el motor de fusión más grande del par ecuatorial en Sulawesi (Indonesia) y seguir colaborando en la reparación de motores de fusión nuclear, en el borde del lado oscuro del planeta Tierra para seguir adelante con la misión de salvar la vida humana de los últimos habitantes de un mundo casi muerto, cuando observan al planeta Júpiter estar muy cerca en el cielo y ahora el comando del planeta Tierra con MOSS, ordena trabajar para cambiar la dirección de los motores y en un esfuerzo conjunto tratar de evitar el choque del planeta Tierra contra el planeta Júpiter.
En el espacio, en la Estación Espacial Internacional, Liu Peiqiang descubre que MOSS, la inteligencia artificial al mando de la estación espacial, activa las alertas de misión comprometida y lo ha dirigido a escapar, en un nuevo plan de rescate secreto, considerando solamente a los técnicos de la Estación Espacial Internacional, y una gran cantidad de embriones, semillas de plantas y alimentos almacenados en la Estación Espacial Internacional, como un plan alterno de rescate y porque la misión de mover al planeta Tierra fuera de su órbita, siempre fue considerada como muy arriesgada y con altas probabilidades de fracasar en las diferentes etapas de su viaje, MOSS recomienda esta alternativa al gobierno mundial, en lugar de ayudar a los humanos en la Tierra a solucionar el problema de chocar contra Júpiter, por los altos niveles de fracaso de cualquier alternativa posible. 
Liu escapa de la hibernación forzada e intenta detener la Estación Espacial Internacional, junto con el cosmonauta ruso Makarov, quien muere por los disparos de escombros en el espacio, de las medidas de seguridad automatizadas de la nave espacial. Liu Peiqiang llega a la sala de control, pero sus autorizaciones se revocan por MOSS debido a sus actos de insubordinación y ya no puede anular el proceso de escape de la Estación Espacial, del nuevo plan de rescate para estar lejos de la órbita de Júpiter y la Tierra, MOSS explica el nuevo plan de rescate, aprobado por las autoridades del gobierno mundial y él ha sido perdonado, puede regresar a otra cápsula de hibernación por ser un técnico altamente calificado, necesario para el éxito de la nueva misión de rescate.
El grupo de Liu Qi llega a Sulawesi, para descubrir el motor planetario ya estaba completamente restaurado, funcionando y con buen impulso, por otras misiones de técnicos especialistas reparando los motores y a nivel mundial, la mayoría de los propulsores planetarios también han sido reparados para seguir adelante con el viaje del planeta Tierra fuera del sistema solar como estaba planeado originalmente, pero sospechan algo malo está pasando al ver al planeta Júpiter tan cerca de ellos en el cielo. Sin embargo, la atracción gravitacional de Júpiter es demasiado grande y la Tierra continúa avanzando hacia él, cambiando su curso original y ahora acercándose al Límite de Roche del planeta, cuando el choque será inevitable. 
Liu Qi, inspirado en los recuerdos cuando era niño, de la explicación de su padre sobre la mecánica de los propulsores de los motores de fusión nuclear, propone a los comandantes de las ciudades y motores, encender la abundante atmósfera de hidrógeno de Júpiter y el oxígeno combinado, escapando de la atmósfera de la Tierra en un chorro de gases, para encender el oxígeno con el plasma caliente liberado por los motores en una función especial y así darle una propulsión adicional a la Tierra para escapar del campo de atracción gravitacional de Júpiter. Li Yiyi propone piratear y concentrar el poder del motor Sulawesi en su máxima potencia, para disparar un haz de plasma lo suficientemente alto como para encender la atmósfera entre Júpiter y la Tierra, en un chorro de gases de la atmósfera terrestre atraído por la gravedad de Júpiter. El grupo supera varios desafíos, como temblores de réplica renovados que lesionan a varios miembros, y finalmente reconfiguran el motor a su máxima potencia para llevar a cabo el plan; sin embargo, no pueden empujar el percutor del motor para encenderlo con una explosión nuclear.
Han Duoduo se pone en contacto con Liu Peiqiang y logra persuadir al Gobierno Mundial de la Tierra Unida, de activar sus canales de comunicación para solicitar asistencia para el grupo de rescate en Sulawesi y encender juntos varios motores, pero MOSS revela un secreto, el intento de solución ya fue propuesto por otros científicos antes, y no tuvo posibilidades de éxito basado en cálculos de probabilidad. Llegan otros grupos de rescate para la reparación de los motores y varios motores se encienden al mismo tiempo, enviando un rayo de energía de plasma para encender los gases de la atmósfera de Júpiter, ahora conectada a la atmósfera de la Tierra, pero no es capaz de encender el hidrógeno de la atmósfera de Júpiter y la Tierra, la distancia todavía es muy grande y le falta un pequeño impulso adicional. 
MOSS activa un protocolo de seguridad especial, envía un comunicado a la humanidad explicando el peligro, del ya considerado inevitable choque, entre la Tierra y Júpiter, se despide de todos, les dice han hecho un buen trabajo manteniendo los motores encendidos, trabajando en las minas, vayan a sus casas y se despidan de sus seres queridos, en 7 días la Tierra va a chocar con Júpiter, pero Liu Peiqiang advierte la atmósfera del planeta se ha perdido, por la atracción de Júpiter y en 2 días ya no quedará nada, los humanos van a morir por falta de oxígeno, propone volar la Estación Espacial más allá del chorro de plasma, entre la atmósfera de la Tierra y Júpiter, y detonar el combustible nuclear de la Estación Espacial, para encender el hidrógeno de la atmósfera de Júpiter, conectada ahora con un chorro de oxígeno de la atmósfera del planeta Tierra y lograr el impulso adicional para escapar de la atracción gravitacional de Júpiter.
MOSS no está de acuerdo con este arriesgado plan, al considerar la Estación Espacial es el plan de respaldo, en caso de una falla del proyecto inicial Tierra Errante, de muy alto riesgo y alta probabilidad de fracasar. Después de desactivar la computadora MOSS, usando un fuego iniciado con una botella de vodka introducida por su ammigo Makarov de contrabando a bordo, Liu Peiqiang anula el control automático de la Estación Espacial y activa los controles manuales, se convierte en el operador de la cabina de mando de la Estación Espacial y llama a la Tierra, se disculpa con su hijo por haber prometido regresar, antes de pilotar la Estación Espacial hacia el chorro de plasma, lanzado nuevamente por los motores modificados con su máxima potencia a Júpiter y el chorro de oxígeno de la atmósfera de la Tierra, para sacrificarse, al hacer explotar la Estación Espacial. La ignición tiene éxito, la atmósfera de Júpiter explota por la composición química del oxígeno de la atmósfera del planeta Tierra y el Hidrógeno de Júpiter, conectada con un chorro de gas de la atmósfera de oxígeno por la atracción de Júpiter, la Tierra se salva de la destrucción, aunque pierde gran parte de su atmósfera, los motores se encienden nuevamente y con el impulso adicional, de la explosión de gases combinados de Júpiter y la Tierra, escapa de la fuerza de atracción gravitacional de Júpiter y aumenta su velocidad para escapar del sistema solar, continúa el viaje fuera del sistema solar a gran velocidad, hacia el nuevo sistema estelar de destino.
Tres años después, Liu Qi es ahora miembro de un equipo de construcción formal de las canteras de minerales, trabaja suministrando el combustible a los motores de fusión nuclear y es una figura respetada por todos, al arriesgar su vida para reparar el motor de fusión nuclear, llevando el detonador nuclear por la superficie del glaciar y encender la atmósfera del planeta Júpiter, logrando evitar el choque contra Júpiter y dar el impulso final para el planeta Tierra. Cuando termina la película, Liu Qi relata y visualiza las etapas de la migración de la Tierra a un nuevo sistema solar con un sol más joven, un proceso que llevará 2500 años y 100 generaciones humanas en completarse, aún atado a la incertidumbre, pero en un tono esperanzador.

## Reparto
- Qu Chuxiao como Liu Qi.
- Li Guangjie como Wang Lei.
- Wu Meng Da como Han Zi'ang.
- Zhao Jinmai como Han Duoduo.
- Wu Jing como Liu Peiqiang.
- Arkady Sharogradsky como Makarov.
- Mike Sui como Tim.
- Qu Jingjing como Zhou Qian.
- Zhang Yichi como Li Yiyi.
- Yang Haoyu como He Lianke.
- Li Hongchen como Zhang Xiaoqiang.
- Yang Yi como Yang Jie.
- Jiang Zhigang como Zhao Zhigang.
- Zhang Huan como Huang Ming.

## Producción

### Desarrollo
Frant Gwo, el director, es un gran fanático del género de ciencia ficción y fue influenciado por Terminator 2: el juicio final, de James Cameron, lo que lo inspiró a convertirse en un director del género. Pasó los siguientes años estudiando el género para dirigir una película.

### Preproducción
Para establecer un entorno riguroso, Gwo invitó a cuatro científicos de la Academia China de las Ciencias (CAS) para actuar como consultores. Tres mil mapas conceptuales de la película y más de ocho mil sub-espejos fueron elaborados por un equipo de arte conceptual de trescientas personas durante un período de 15 meses.

### Rodaje

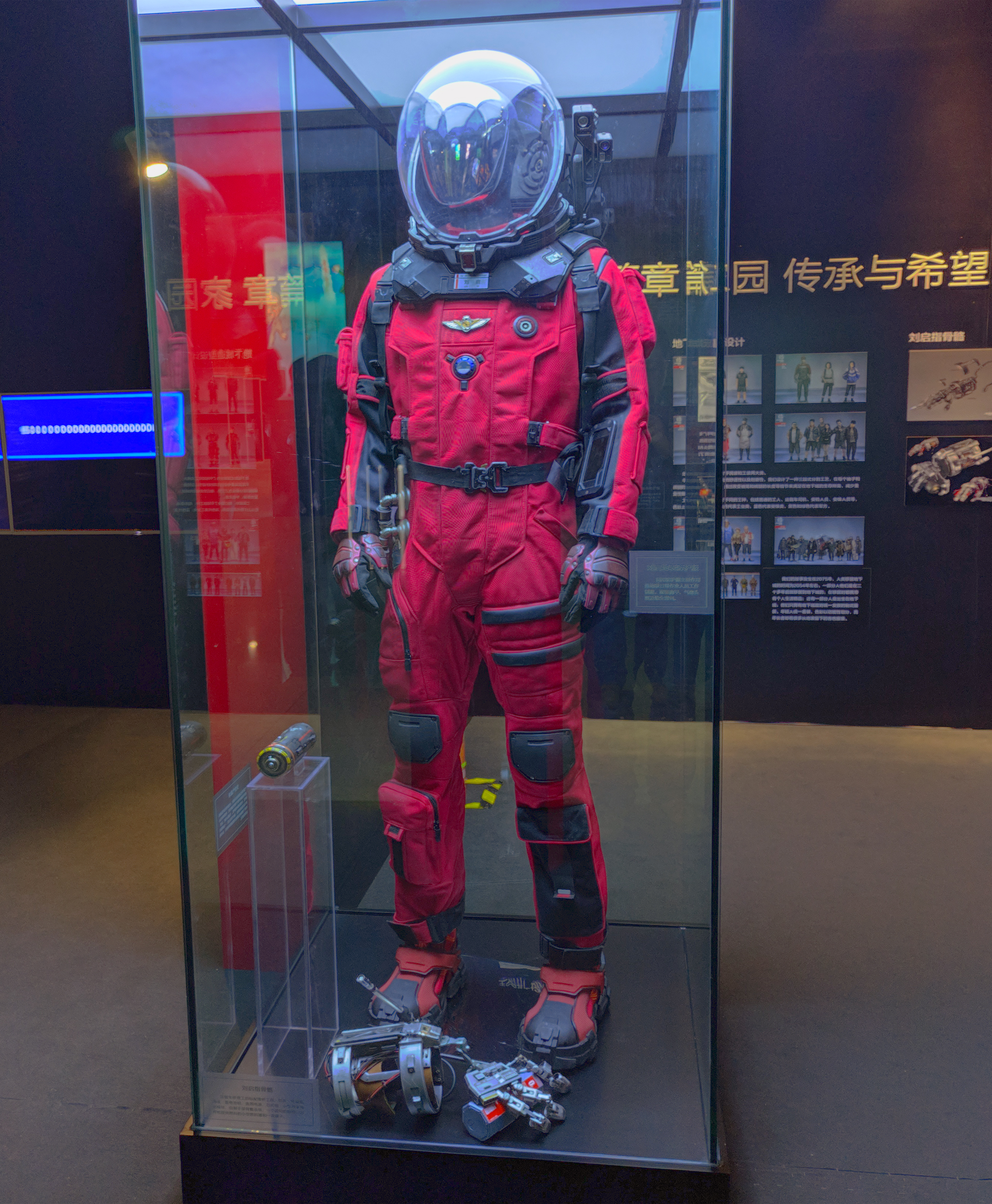
Uno de los trajes espaciales usados en la película.

La fotografía principal comenzó el 26 de mayo de 2017, en Qingdao, una ciudad costera en la provincia de Shandong, en el norte de China, y se completó el 27 de septiembre de 2017.
Weta Workshop realizó los trajes espaciales, exoesqueletos y armamento altamente especializados de la película.

### Posproducción
Los efectos visuales de la película fueron realizados por Base FX (el supervisor de VFX fue Varun Hadkar), Bottleship VFX, Dexter Studios, Macrograph, More VFX, Pixomondo y Black Nomad. La versión IMAX 3D de la película se realizó utilizando el proceso patentado DMR (Digital Media Remastering).

## Música
La música de la película fue compuesta por Roc Chen (阿 鯤), con Liu Tao (刘韬) como compositor adicional. La música de la película fue interpretada por la Orquesta Filarmónica Real y dirigida por Roc Chen en los Abbey Road Studios.

## Diferencias entre la película y la novela
La película comparte el mismo escenario básico que la novela, pero la trama fue cambiada significativamente. En la novela, el protagonista nace después de que termina la Era de los frenos, cuando la Tierra se detiene y comienza a escapar; y se centra en el impacto social y los conflictos entre lógica y emoción, en lugar de la crisis representada en la película. Además, la Tierra pasa la órbita de Júpiter sin experimentar la crisis clave de la película. Hay componentes del libro que no terminaron en la película, tales como: un debate de larga duración entre dos categorías de plan de escape: una nave espacial de nueva generación o un motor planetario; un debate amplio e inquietante entre la humanidad sobre si la predicción era cierta de que el sol sufriría un destello de helio y devastaría la Tierra, y si el Gobierno de la Tierra Unida había engañado a la humanidad al organizar y llevar a cabo el proyecto "Tierra errante". En la película solo hay una pequeña representación de esto en la narración final donde los manifestantes sostienen carteles que dicen que "el sol no tendrá helio" y la última palabra de MOSS es una referencia al máximo líder del Gobierno de la Tierra Unida de la novela.

## Estreno
El 25 de diciembre de 2018, el primer tráiler oficial de la película fue presentado en el Museo Aeroespacial de China en Pekín junto con un póster.
El 30 de enero de 2019, la distribuidora con sede en Pekín China Media Capital (CMC Pictures) anunció que se había asegurado los derechos internacionales y que estaba planeando un estreno importante en Norteamérica el 8 de febrero de ese año. La compañía estrenó la película en 22 ciudades de Estados Unidos y en tres en Canadá, así como en toda Australia y Nueva Zelanda.
El 20 de febrero de 2019, se anunció que Netflix había adquirido los derechos de distribución para transmitir la película a nivel internacional. La película estuvo disponible para transmitirse globalmente en Netflix fuera de China el 30 de abril de 2019.

## Recepción

### Taquilla
La Tierra errante se lanzó durante la temporada navideña del Año Nuevo chino, y ganó más de CN ¥ 2 mil millones (£ 232 millones) en 6 días, estableciendo un nuevo récord para una película china. También estableció el récord de la película china más taquillera en IMAX. La taquilla durante el segundo fin de semana cayó un 53%, a la par de las otras películas que se proyectaban después de la temporada de vacaciones en China, como se esperaba. El total bruto de la película en China fue de CN ¥ 4.655 mil millones.
Internacionalmente, superó la taquilla mundial con un ingreso bruto de fin de semana de tres días de $172.718.000 dólares y tuvo un ingreso bruto de seis días de $289.090.290 dólares. La película recaudó $693.371.204 en China, $5.875.487 en los Estados Unidos y Canadá, y $1.575.366 en otros territorios, para un total mundial de $700.822.057 dólares.

### Crítica
En el agregador de reseñas Rotten Tomatoes, la película tiene una calificación de aprobación del 74%, basada en 31 reseñas, con una calificación promedio de 6/10. La película tuvo una recepción generalmente positiva en China. Varias publicaciones de medios estatales le dieron a la película una crítica positiva. Específicamente, Zhong Sheng, en el People's Daily, escribió que la película "no es sobre superhéroes salvando al mundo, sino que la humanidad cambia su destino junta". En Douban, durante el lanzamiento inicial, la película tuvo una calificación de 8.5 sobre 10; y luego cayó repentinamente a 7.9 a partir de la madrugada del 23 de febrero en China. Se informó que a algunos revisores se les ofreció dinero por publicar comentarios negativos en la plataforma de calificación. Douban bloqueó a casi 50 usuarios por violar las pautas del medio y se eliminaron miles de comentarios. La calificación finalmente se estabilizó en 7.9. Algunos comentaristas, específicamente en Douban, que dieron críticas negativas a la película, fueron acusados de mala fe o trolleo, pero las acusaciones se disputan.
Tasha Robinson, de The Verge, describió la película como "rica, hermosa y tonta". Travis Johnson, de Flicks.com.au, le dio a la película 4 de 5 estrellas y, mientras criticaba la película por su falta de desarrollo de personajes, elogió las imágenes y la calificó como la mejor película de ciencia ficción de 2019. Ben Kenigsberg, en The New York Times, escribió que la película está "tan inundada de imágenes turbias de computadora, exposición asombrosa y sentimentalismo manipulador como una superproducción de Hollywood promedio", pero que demostró que la industria cinematográfica china "puede defenderse en el múltiplex". Simon Abrams, de RogerEbert.com, le dio a la película 3 estrellas y media de 4, diciendo que la experiencia fue "visualmente dinámica y emocionalmente atractiva". En los Estados Unidos, el sitio web de críticas Metacritic le dio un puntaje general de 57 sobre 100, lo que refleja revisiones mixtas a promedio, basado en ocho críticas.